# North British Locomotive Company
La North British Locomotive Company (NBL) fue una empresa británica del sector ferroviario dedicada a la fabricación de locomotoras que operó durante el siglo XX. La compañía nació en 1903 a partir de la fusión de tres sociedades, constituyendo en su momento la mayor empresa de fabricación de locomotoras de Europa y la segunda del mundo tras Baldwin Locomotive Works.

## Historia
La compañía se constituyó en 1903 a partir de la fusión de tres sociedades con sede en Glasgow dedicadas a la fabricación de material ferroviario: Sharp, Stewart and Company; Neilson, Reid and Company; y Dübs and Company. A lo largo de su existencia la North British Locomotive tuvo sus principales fábricas en Glasgow, manteniendo las instalaciones heredadas de sus predecesoras.
La North British Locomotive llegó a producir material ferroviario destinado a un gran número de países del mundo: Canadá, Argentina, Francia, Italia, España, China, Japón, Australia, etc. Aunque la construcción de locomotoras fue su principal actividad, hacia el final de la Primera Guerra Mundial la compañía llegó a producir varios ejemplares del carro de combate Mark VIII. La empresa se mantuvo como una de las más importantes del sector hasta su desaparición en la década de 1960.